# يوهان جورج جملين
يوهان جورج جملين (بالألمانية: Johann Georg Gmelin)‏ (و. 1709 – 1755 م) هو مستكشف، وكيميائي، وجغرافي، وعالم نبات، وأستاذ جامعي من ألمانيا . ولد في توبنغن.
وكان عضو في الأكاديمية الملكية السويدية للعلوم، والأكاديمية الروسية للعلوم، وأكاديمية سانت بطرسبرغ للعلوم .
توفي في توبنغن ، عن عمر يناهز 46 عاماً.

## التعليم
تعلم في جامعة توبنغن.

## مناصب وهيئات
أدار جامعة توبنغن.